# KID (ゲームブランド)
KID（キッド）は、2007年2月 - 2012年にサイバーフロントにより運営されていたコンシューマーゲームのブランド。また、株式会社キッドは、2006年11月末まで運営していた企業。同社の自己破産、倒産によりサイバーフロントへと継承されることとなった。KIDとは「Kindle Imagine Develop」の略。

## 概要
シューティングゲームやアクションゲームを制作していた時期もあったが、1990年代後半以降のゲームの大半は恋愛アドベンチャーゲームをはじめとするギャルゲーや乙女ゲームで、アダルトゲームのコンシューマー機への移植にも積極的に取り組んでいた。また、『Memories Off』や『infinity』などの自社の人気シリーズをWindowsに移植し、旧キッドの手により自社通販などで販売していた。
旧キッドの本社所在地は東京都品川区東大井の京急本線の線路沿いにあり、音楽館のゲーム『Train Simulator Real THE 京浜急行』および『Train Simulator 京成・都営浅草・京急線』にも登場する。
旧キッドの代表取締役と制作部取締役がどちらも市川姓であったため、しばしば同族経営の企業と勘違いされたが、両名は親戚ではなく偶然名前が一致していただけである。

## 歴史
株式会社キッドの創業は1988年。当初は大手ゲームソフトメーカーの下請けで開発を行っており『サマーカーニバル'92 烈火』などを開発、1991年発売のFM TOWNS用『雷電伝説』（販売は電波新聞社）と翌1992年発売の『デスブレイド』で自社のブランド名を出した。このころのゲーム誌では「シューティングゲームやアクションゲームが得意」と紹介されていた。
1990年代半ばにいわゆる「次世代ゲーム機」が登場してゲームで扱われる容量が激増すると、それに応じて研究費やスタッフ教育費もかさむようになり、下請けのままでは資金を捻出できなくなった。これを機にキッドは開発から販売までを手掛けるメーカーとして独立し、1996年の『きゃんきゃんバニー プルミエール』を皮切りに、主にセガサターンに向けて移植した美少女ゲームソフトを発売するようになった。当時はまだ高価で一般に普及しきっていなかったパソコンのゲームを、セガサターンのユーザー層であるゲーム少年の手にも届くようにしようという意図によるものである。移植作品の代表作としては、『きゃんきゃんバニー プルミエール』のほか、『ONE 〜輝く季節へ〜』や『プリズム・ハート』が挙げられる。
PlayStationに向けた移植版の制作が大半を占めるようになってからは『ポケットラブ』などのオリジナルタイトルも手掛けるようになり、『Memories Off』や『infinity』のような看板作品が出現したことでギャルゲー市場を席巻することに成功した。
また、双六のようなボードゲームのシステム作りも行っており、タカラのSFC及びSS、PSソフトの「人生ゲーム」シリーズの初期の作品の開発を担当し、ゲーム中の固有名詞やEDテロップ内にも同ブランド名が見られる。同社がこの時の技術を元にSS・PS用に開発・販売した「ゲームで青春」や「テナントウォーズ」などは後に「SuperLite1500シリーズ」として復刻されている（ゲームタイトルが変更になったものもある）。
2001年から2003年にかけて、都営バスの各路線にてラッピングバスが登場し、知名度を上げる。2005年、フジテレビ系ドラマ『電車男』の制作にスポンサーとして協力、KIDの制作したゲームソフトのポスターが同ドラマ内にも登場した。
しかしながら、業界全体における売上不振の影響を受けて開発体制を縮小させたことにより、売上高も落ち込み、2006年11月30日付で営業を停止し、翌12月1日付で東京地方裁判所に自己破産を申請した。同月6日には東京地方裁判所により破産手続の開始が決定されたことが発表されている。

### ブランド活動再開
2007年2月2日、サイバーフロントが破産管財人から旧キッドが保有していたゲーム関連の一切の権利およびソースコードなどの資産を取得し、KIDのブランドを継承することを発表した。同日にサイバーフロント、KIDの両公式サイトのトップページでも同じ発表がなされている。これにより、倒産発表前に新作として発売が予定されていた『Memories Off #5 encore』および『12RIVEN -the Ψcliminal of integral-』は、サイバーフロントが開発および販売を引き継ぐこととなった。
2007年11月30日、5pb.がサイバーフロントより『Memories Off』シリーズを独占的・排他的に利用する権利を取得したことが発表された。これにより、今後の同シリーズに関する企画・開発・販売に係わる全ての業務は5pb.が請負うこととなった。それ以降も『My Merry May with be』『Monochrome』など、『メモオフ』以外の旧キッド作品はサイバーフロントから発売されている。また、『家族計画』『魂響〜御霊送りの詩〜』のように株式会社時代のキッドがかかわらなかった作品や、『code_18』のような完全新作にもKIDロゴが施されており、サイバーフロントのギャルゲー用総合ブランドとして活用されていた。ただし美少女キャラクターが中心となるゲームでも、工画堂スタジオや戯画の作品のようにキッドに含まれないものもある。

### ブランドの終焉とその後
KIDブランドは、2012年に事実上消滅した。運営会社であるサイバーフロントも2013年に解散した。
サイバーフロント解散後もギャルゲーは発売されているが、発売日が2012年内から年をまたいで延期された『黄昏のシンセミア portable』を例外として、KIDロゴは施されていない。
2014年にはブラウザゲーム『メガミエンゲイジ！』において、『メモオフ』以外の作品も含めた旧キッドのゲームキャラクターが「MAGES. / 5pb.」枠扱いで登場している。ただしKIDの名称そのものは使用されていない。

## 作品一覧
廉価版は除く。斜字表記があるものはアダルトゲームからの移植で、カッコ内は移植元のブランド・原題。

### KID

#### 1991年
- マックス・ウォーリアー 惑星戒厳令　※販売：バップ
- 相撲ファイター東海道場所　※販売：アイマックス
- 魔王連獅子　※販売：タイトー
- 雷電伝説（セイブ開発）　※FM TOWNS版。販売：電波新聞社
- ドキ!ドキ!遊園地 ※販売：バップ

#### 1992年
- サマーカーニバル'92 烈火　※販売：ナグザット
- デスブレイド　※販売：データイースト

#### 1994年
- UFO仮面ヤキソバン ケトラーの黒い陰謀　※販売：DEN'Z

#### 1995年
- SUPER人生ゲーム2　※販売：タカラ
- DX人生ゲーム　※販売：タカラ

#### 1996年
- きゃんきゃんバニー プルミエール（カクテル・ソフト）
KIDブランド唯一の18禁タイトル。当時、セガサターンでは18禁タイトルの販売が許可されていた。
- きゃんきゃんバニー プルミエール2（カクテル・ソフト）
- ミニ四駆シャイニングスコーピオン レッツ&ゴー!!　※販売：アスキー
- SUPER人生ゲーム3　※販売：タカラ

#### 1997年
- ポケットラブ
- DX人生ゲームII　※販売：タカラ
- きゃんきゃんバニー エクストラ（カクテル・ソフト）
- 坂本龍馬・維新開国

#### 1998年
- 放課後恋愛クラブ(LIBIDO)
- ガンブレイズS（Active『ガンブレイズ』）
- テナントウォーズ
- Piaキャロットへようこそ!!（カクテル・ソフト）
- ゲームで青春
- ポケットラブ2
- High School Terra Story(URAN)
- バーチャコールS（フェアリーテール『バーチャコール3』）
- She'sn（accent）
- 瑠璃色の雪（アイル）
- 6インチまいだーりん

#### 1999年
- ペプシマン
- KISSより…
- 輝く季節へ（Tactics『ONE 〜輝く季節へ〜』）
- 大阪ナニワ摩天楼
- 無頼戦士カラー
- Memories Off
- ポケットラブ 〜if〜

#### 2000年
- トレジャーストライク
- infinity
- Memories Off Pure
- フランベルジュの精霊（にくきゅう『めい・king』）
- Screen（エーテル「Campus 〜桜の舞う中で〜」）
- 夢のつばさ
- Never7 -the end of infinity-
- ゴーゴー・アイランド（フェアリーテール『トゥインクル・レビュー』）

#### 2001年
- てんたま
- Close to 〜祈りの丘〜
- エミーリア（ペンギンワークス『眠れる森のお姫さま』）
- KID MIXセクション
- Memories Off 2nd
- プリズム・ハート（ぱじゃまソフト）

#### 2002年
- どこまでも青く…（TOPCAT『果てしなく青い、この空の下で…。』）
- Milky Season
- 王子さまLV1(Alice Blue)
- すべてがFになる 〜THE PERFECT INSIDER〜
- My Merry May
- Ever17 -the out of infinity-
- 僕と、僕らの夏(light)
- 想い出にかわる君 〜Memories Off〜
- Erde 〜ネズの樹の下で〜

#### 2003年
- 王子さまLv1.5(Alice Blue)
- Iris 〜イリス〜
- 藍より青し
- Memories Off Duet
- My Merry Maybe
- 怪盗アプリコット(TAKUYO)
- 想いのかけら -Close to-
- 夏夢夜話
- メモオフみっくす

#### 2004年
- ナースウィッチ小麦ちゃんマジカルて
- てんたま2wins
- Angel's Feather(BlueImpact)
- CROSS†CHANNEL 〜To all people〜(FlyingShine『CROSS†CHANNEL』)
- Remember11 -the age of infinity-
- カラフルBOX to Love（SoundTail『カラフルBOX』）
- PIZZICATO POLKA 〜縁鎖現夜〜（ぱじゃまソフト『PIZZICATO POLKA 〜彗星幻夜〜』）
- Memories Off 〜それから〜
- 解決! オサバキーナ
- Monochrome
- 水月 〜迷心〜（F&C FC01『水月』）
- メンアットワーク!3 愛と青春のハンター学園（Studio e.go!『メンアットワーク!3 ハンター達の青春』）

#### 2005年
- Memories Off After Rain（Vol.1 折鶴 / Vol.2 想演 / Vol.3 卒業）
- ガイザード・レボリューション 〜僕らは想いを身に纏う〜（サンダルダッシュ『ガイザード 〜僕らは想いを身に纏う〜』）
- マビノ×スタイル
- My Merry May with be
- White Princess the second 〜やっぱり一途にいってもそうじゃなくてもOKなご都合主義学園恋愛アドベンチャー!!〜
（feng『White Princess 〜一途にイっても浮気してもOKなご都合主義学園恋愛アドベンチャー!!〜』）
- 巫女舞 〜永遠の想い〜（etude『巫女舞 〜ただ一つの願い〜』）
- 水の旋律
- Memories Off #5 とぎれたフィルム
- カルタグラ〜魂ノ苦悩〜（Innocent Grey『カルタグラ 〜ツキ狂イノ病〜』）

#### 2006年
- Separate Hearts
- Memories Off 〜それから again〜
- 水の旋律 〜協奏曲〜
- FESTA!! -HYPER GIRLS PARTY-（Lass『FESTA!! -HYPER GIRLS POP-』）
- We Are*
- 龍刻 RYU-KOKU
- 水の旋律2 〜緋の記憶〜
- ホワイトブレス 〜絆〜（F&C FC02『ホワイトブレス 〜with faint hope〜』）

### サイバーフロント

#### 2007年
- Memories Off #5 encore
- Memories Off History

#### 2008年
- 12RIVEN -the Ψcliminal of integral-

#### 2009年
- Never7 -the end of infinity-
- Ever17 -the out of infinity-
- Remember11 -the age of infinity-
- 水の旋律

#### 2010年
- 水の旋律2 〜緋の記憶〜
- CROSS†CHANNEL 〜To all people〜 (FlyingShine『CROSS†CHANNEL』)
- My Merry May with be
- Monochrome
- 家族計画 (D.O.)
- 加奈 〜いもうと〜 (D.O.)

#### 2011年
- 星空☆ぷらねっと one small step for... (D.O.『星空☆ぷらねっと』)
- DEARDROPS DISTORTION (OVERDRIVE『DEARDROPS』)
- CROSS†CHANNEL 〜In memory of all people〜 (FlyingShine『CROSS†CHANNEL』)
- code_18
- 龍刻 RYU-KOKU
- Ever17 （Xbox 360版）
- こんねこ 〜Keep a memory green〜 (ま〜まれぇど『こんねこ She continues loving him over and over again.』)
- 魂響〜御霊送りの詩〜 (あかべぇそふとつぅ『魂響〜たまゆら〜』)
- 想いのかけら -Close to-

#### 2012年
- Gift -prism- (MOONSTONE『Gift 〜ギフト〜』)
- 永遠のアセリア -この大地の果てで- (ザウス『永遠のアセリア -The Spirit of Eternity Sword-』)
- Princess Evangile PORTABLE (MOONSTONE『Princess Evangile 〜プリンセス エヴァンジール〜』)
- 聖なるかな -オリハルコンの名の下に- (ザウス『聖なるかな -The Spirit of Eternity Sword 2-』)
- 最果てのイマ PORTABLE (ザウス『最果てのイマ』)
- そらいろ Portable (ねこねこソフト『そらいろ』)

#### 2013年
- 黄昏のシンセミア portable (あっぷりけ『黄昏のシンセミア』)

## SDR project
KIDの作品群のうち、『Memories Off』シリーズや『infinity』シリーズといったブランドの中核に位置するものは、ゲームプロデューサーの市川和弘を中心としたプロジェクト「SDR project」に含まれている。
市川は2020年に行われたKIDの元関係者との座談会の中で、表向きのプロジェクトの名前の由来として、ギャルゲーの要である「センチメンタル（泣き）、ドラマティック（劇的な展開）、ロマンティック（萌え）」を挙げている。一方、同席していたゲームディレクターの柴田太郎はオートバイのヤマハ・SDRからとったと話している。
このブランドが最初に付与されたタイトルは『Ever17』で、同作の発売に合わせて「『Never7』や『Memories Off』のスタッフが新ブランドを立ち上げた」との発表がなされたが、実際にはプロデューサーである市川和弘の個人ブランドである。
株式会社KIDの倒産後は、サイバーフロントやMAGES.（5pb.）から「SDR project」を冠したゲーム作品が出ている。

### 作品一覧
- Ever17 -the out of infinity-（Premium Edition および Xbox 360版を含む）
- 想い出にかわる君 〜Memories Off〜
- Memories Off Duet
- Never7 -the end of infinity-（PS2版）
- 想いのかけら -Close to-（『Close to 〜祈りの丘〜』のPS2版）
- Remember11 -the age of infinity-
- Memories Off 〜それから〜
- Memories Off After Rain Vol.1〜3
- Memories Off #5 とぎれたフィルム
- Separate Hearts
- 12RIVEN -the Ψcliminal of integral-
- ユア・メモリーズオフ〜Girl's Style〜
- DUNAMIS15
- DISORDER6
- メモリーズオフ -Innocent Fille-
- メモリーズオフ -Innocent Fille- for Dearest

## 廉価版
PlayStation、PlayStation 2においては、『Memories Off』シリーズや『infinity』シリーズは自社発売ではなく、サクセスからSuperLite1500（PS）/2000（PS2）シリーズとして発売され、ユーザーサポート先もサクセスとなっている。後期になるとリバーシブルジャケット仕様の商品も登場し、ジャケット絵をオリジナル版と同じものに変更することもできるようになった（ただし、裏面右下にはSuperLite2000版であることは明記されている）。SuperLite版制作に当たって、オリジナル版発売後に発表された新作イラストや販促イラストなどが特典としてギャラリーモードに追加収録されることがよくある。それゆえにオリジナル版とは完全に別のセーブデータとして扱われており、同一タイトルであってもデータの互換性はなく、コンバートする機能もない。
また、これら以外にも2006年に自社発売によるPlayStation 2向けの廉価版が発売されたタイトルも存在した。このほかにも、ドリームキャストでもドリコレとして再発売されているタイトルも存在する。

### サクセス
- PlayStation（SuperLite1500シリーズ）
  - Memories Off
  - ゲームで青春
  - テナントウォーズα
- PlayStation 2（SuperLite2000シリーズ）
  - 『Memories Off』シリーズ
    - メモオフみっくす
    - 想い出にかわる君 〜Memories Off〜
    - Memories Off Duet
    - Memories Off After Rain Vol.1 - 3
    - Memories Off 〜それから〜（リバーシブルジャケット仕様）
    - Memories Off #5 とぎれたフィルム（リバーシブルジャケット仕様）
    - Memories Off 〜それから again〜（リバーシブルジャケット仕様）

  - 『infinity』シリーズ
    - Never7 -the end of infinity-
    - Ever17 - the out of infinity- Premium Edition
    - Remember11 -the age of infinity-（リバーシブルジャケット仕様）

  - Monochrome（リバーシブルジャケット仕様）
  - 藍より青し

### KID
- ドリームキャスト（ドリコレ）
  - Never7 -the end of infinity-
  - 夢のつばさ Fate Of Heart
  - てんたま -1st Sunny Side-
- PlayStation 2（2800セレクション: すべて2006年発売）
  - Iris 〜イリス〜
  - 想いのかけら -Cross to-
  - 夏夢夜話
  - CROSS†CHANNEL 〜To all people〜
  - カラフルBOX 〜to Love〜
  - PIZZICATO POLKA 〜縁鎖現夜〜
  - マビノ×スタイル
  - My Merry May with be
  - てんたま -1st Sunny Side-
  - てんたま2wins
  - 水の旋律
  - 水月 -迷心-
  - White Princess the second 〜やっぱり一途にいってもそうじゃなくてもOKなご都合主義学園恋愛アドベンチャー〜
  - カルタグラ 〜魂ノ苦悩〜

## スクリプトエンジン
KID作品のスクリプトエンジンはドリームキャストやPlayStation 2へと主要プラットフォームが移行する過程で発展を遂げ、優れた操作性を持つに至った。いわゆるギャルゲーとしては珍しく、「定評あるキッドシステム」の言葉でシステム面の完成度を売りとするPRも多く見られた。2002年ごろのゲーム誌での新作紹介記事では「早送りやショートカットなどが完備されていて、プレイ環境が快適」「定評あるシステムの快適さ」のように述べられており、当時すでに操作性への評価が確立していることがわかる。